# Wantsenwasplaat
De wantsenwasplaat (Hygrocybe obrussea) is een schimmel behorend tot de familie Hygrophoraceae. Hij leeft saprotroof in oude, matig schrale graslanden, langs dijken en in wegbermen, soms in loofbossen, op vochtige tot droge, kalkrijke klei.

## Verspreiding
In Nederland komt de wantsenwasplaat vrij zeldzaam voor. Hij staat op de rode lijst in de categorie 'Bedreigd'.